# ジョーイ・マイヤー
ターナー・ジョー・マイヤー・ジュニア（Tanner Joe Meyer Jr.、1962年5月10日 -  ）は、元プロ野球選手（内野手）。アメリカ合衆国ハワイ州ホノルル出身。
従兄弟に元大相撲横綱、総合格闘家の曙太郎がいる。

## 来歴・人物
1981年にカリフォルニア・エンゼルスに指名されたが入団を拒否してハワイ大学に進学した。
1983年、ドラフト5位でミルウォーキー・ブルワーズに入団した。クラスAミッドウェストリーグのベロイト・ブルワーズでは三冠王を獲得。
1987年6月3日、3A在籍時に高地のマイル・ハイ・スタジアムで582フィート（約177.4メートル）のホームランを放った。これは世界最長のホームランとも呼ばれている。
1988年メジャー昇格。1989年との2年間で156試合に出場。2年間の通算成績は、打率.251、18本塁打、74打点であった。その一方で1試合5三振を記録するなどの粗さも目立った（1988年9月20日、カリフォルニア・エンゼルス戦で記録）。
1990年、横浜大洋ホエールズに入団。打撃不振のカルロス・ポンセに代わって主砲として活躍した。しかし足の遅さと一塁守備の範囲の狭さ、故障の多さなどが原因で、1年で解雇され退団した。
同年の対巨人戦で木田優夫から受けた死球に激怒。木田に突進し乱闘騒ぎになった。
自身の応援歌は2008年入団のジェイジェイ、2016年入団のジェイミー・ロマックに流用されている。
2021年現在はプロ野球選手を引退し、マウイ島の病院にて警備員として働いている。選手時代の話を同僚らにすることはないという。

## 詳細情報

### 年度別打撃成績
| 年 度    | 球 団    | 試 合 | 打 席 | 打 数 | 得 点 | 安 打 | 二 塁 打 | 三 塁 打 | 本 塁 打 | 塁 打 | 打 点 | 盗 塁 | 盗 塁 死 | 犠 打 | 犠 飛 | 四 球 | 敬 遠 | 死 球 | 三 振 | 併 殺 打 | 打 率 | 出 塁 率 | 長 打 率 | O P S |
| -------- | -------- | ----- | ----- | ----- | ----- | ----- | -------- | -------- | -------- | ----- | ----- | ----- | -------- | ----- | ----- | ----- | ----- | ----- | ----- | -------- | ----- | -------- | -------- | ----- |
| 1988     | MIL      | 103   | 352   | 327   | 22    | 86    | 18       | 0        | 11       | 137   | 45    | 0     | 1        | 0     | 1     | 23    | 1     | 2     | 88    | 9        | .263  | .314     | .419     | .733  |
| 1989     | MIL      | 53    | 164   | 147   | 13    | 33    | 6        | 0        | 7        | 60    | 29    | 1     | 0        | 0     | 5     | 12    | 0     | 1     | 36    | 2        | .224  | .279     | .408     | .687  |
| 1990     | 大洋     | 104   | 426   | 378   | 59    | 104   | 18       | 0        | 26       | 200   | 77    | 0     | 1        | 0     | 4     | 40    | 2     | 4     | 82    | 13       | .275  | .347     | .529     | .876  |
| MLB：2年 | MLB：2年 | 156   | 516   | 474   | 35    | 119   | 24       | 0        | 18       | 197   | 74    | 1     | 1        | 0     | 6     | 35    | 1     | 3     | 124   | 11       | .251  | .303     | .416     | .719  |
| NPB：1年 | NPB：1年 | 104   | 426   | 378   | 59    | 104   | 18       | 0        | 26       | 200   | 77    | 0     | 1        | 0     | 4     | 40    | 2     | 4     | 82    | 13       | .275  | .347     | .529     | .876  |

- 各年度の太字はリーグ最高

### 記録
NPB
- 初出場・初先発出場：1990年4月7日、対中日ドラゴンズ1回戦（ナゴヤ球場）、4番・一塁手として先発出場
- 初打点：同上、3回表に西本聖から犠飛
- 初安打・初本塁打：同上、10回表に西本聖から右中間へソロ

### 背番号
- 23 （1988年 - 1990年）